# Живко Анастасов
Живко Николов Анастасов е български революционер, костурски деец на Вътрешната македоно-одринска революционна организация.

## Биография
Роден е в в 1881 година в костурското българско село Орман, махала на Жупанища, днес Левки, Гърция. В 1902 година е привлечен към ВМОРО от Митре Влаха и Наум Желински. До лятото на 1903 година е легален деец, като служи като куриер и пренася оръжие. При избухването на въстанието на 20 юли 1903 година влиза в четата на Пандо Сидов и заедно с четите на Пандо Кляшев и Васил Чекаларов участва в сражението при Черешница и в сражението при Апоскеп. След Апоскеп участва в похода в Колонията, сраженията с башибозук и опожаряването на няколко мюсюлмански села в Грамос. След края на въстанието се изтегля в Гърция, където е арестуван от властите и затворен в Лариса. Благодарение на ходатайство на местни костурчани е освободен след няколко дена.
В 1904 година, след дадената амнистия, се завръща в Орман, където къщата му е изгорена.
В Балканските войни е доброволец в Македоно-одринското опълчение и с Костурската съединена чета под командването на Васил Чекаларов се сражава с гърците през Междусъюзническата война. След това се преселва в България.
На 18 март 1943 година, като жител на Варна, подава молба за българска народна пенсия, която е одобрена и  отпусната от Министерския съвет на Царство България.